# Georges Wilson
Pour les articles homonymes, voir Wilson.
Cet article possède un paronyme, voir George Wilson.
Georges Wilson [ ʒɔʁʒ wilsɔn], est un acteur, metteur en scène, réalisateur et directeur de théâtre français, né Georges Willson le 16 octobre 1921 à Champigny (Seine) (aujourd'hui Champigny-sur-Marne en Val-de-Marne), et mort le 3 février 2010 au centre hospitalier de Rambouillet (Yvelines).
Il a pris la suite de Jean Vilar à la direction du TNP de 1963 à 1972.
Il est le père du musicien de jazz Jean-Marie Wilson et de l'acteur Lambert Wilson.

## Biographie

### Origines familiales et formation
Georges Willson, né le 16 octobre 1921 à Champigny-sur-Marne,, est d'origine irlandaise par sa mère dont il porte le nom,. Il prend pour la scène le pseudonyme de Georges Wilson. Il se retrouve orphelin de père et de mère à onze ans.
Il suit, dès 1945, les cours de Pierre Renoir à l'école de la rue Blanche.

### Le TNP (1952-1972)
De 1947 à 1950, il commence sa carrière de comédien dans la compagnie Grenier-Hussenot.
En 1952, il est recruté par Jean Vilar au Théâtre national populaire (TNP) et se produit au Festival d'Avignon.
En 1963, il succède à Jean Vilar à la direction du TNP. Jusqu'à son départ en 1972, il joue et met en scène de nombreuses pièces classiques. Il monte sur les planches notamment pour L'École des femmes de Molière, et En attendant Godot de Samuel Beckett. Il met en scène la pièce de Sartre Huis clos, ainsi que l'opéra Falstaff de Verdi.
Il est à l'origine de la construction de la petite salle Gémier du palais de Chaillot.

### Autres activités au théâtre

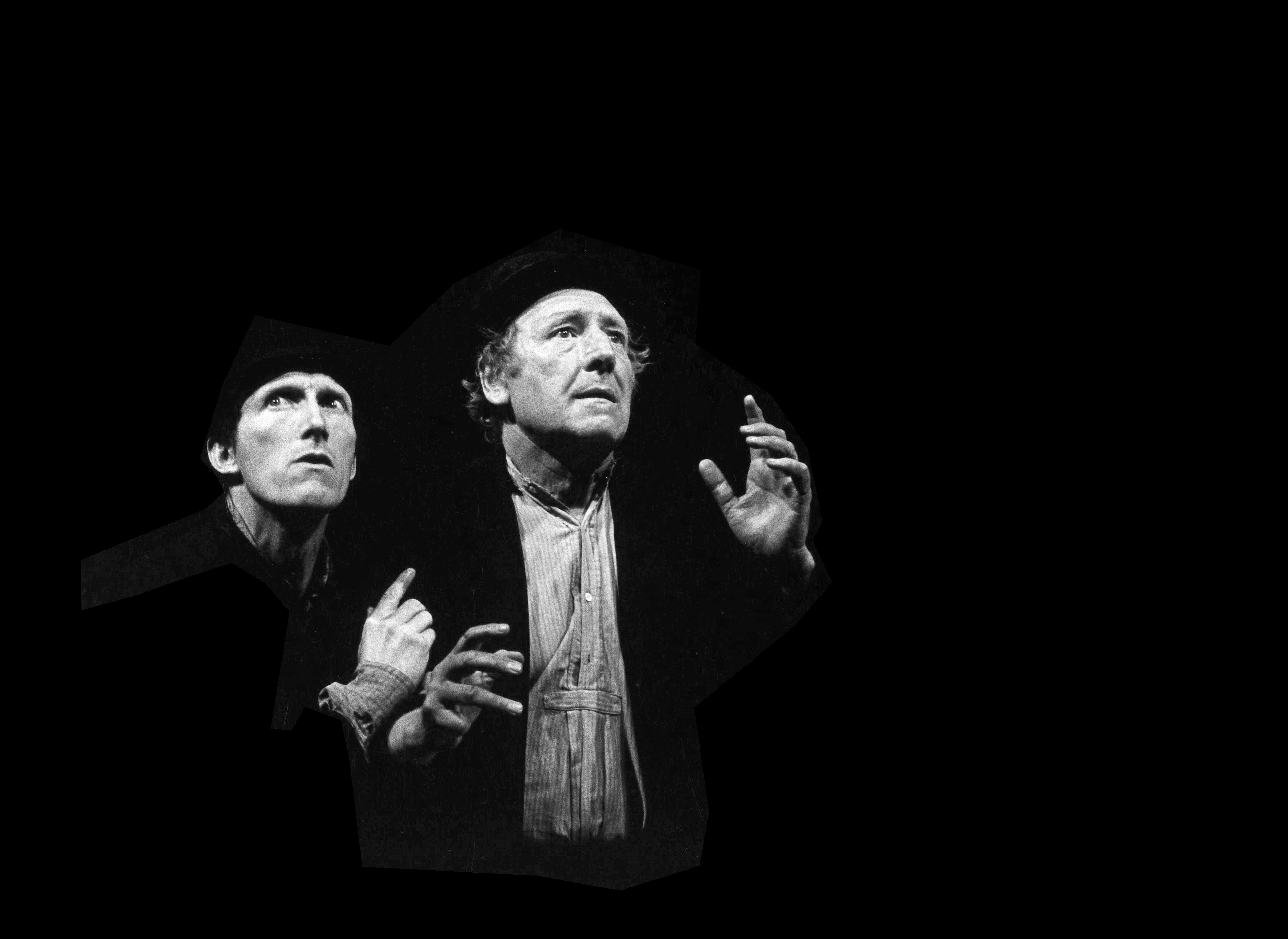
Georges Wilson (à droite) en compagnie de Rufus dans En attendant Godot au festival d'Avignon.

De 1957 à sa mort, il enseigne à l'école de théâtre de Charles Dullin.
En 1978, il prend la direction artistique du Théâtre de l'Œuvre dirigé par Georges Herbert.

### Télévision et cinéma
À la télévision, il interprète plusieurs téléfilms, dont La Nuit des rois de Claude Loursais, en 1957, et L'Huissier de Pierre Tchernia, en 1990.
Georges Wilson se lance dans l'écriture et la réalisation de film avec La Vouivre, en 1988.
Il a également joué dans un très grand nombre de films.

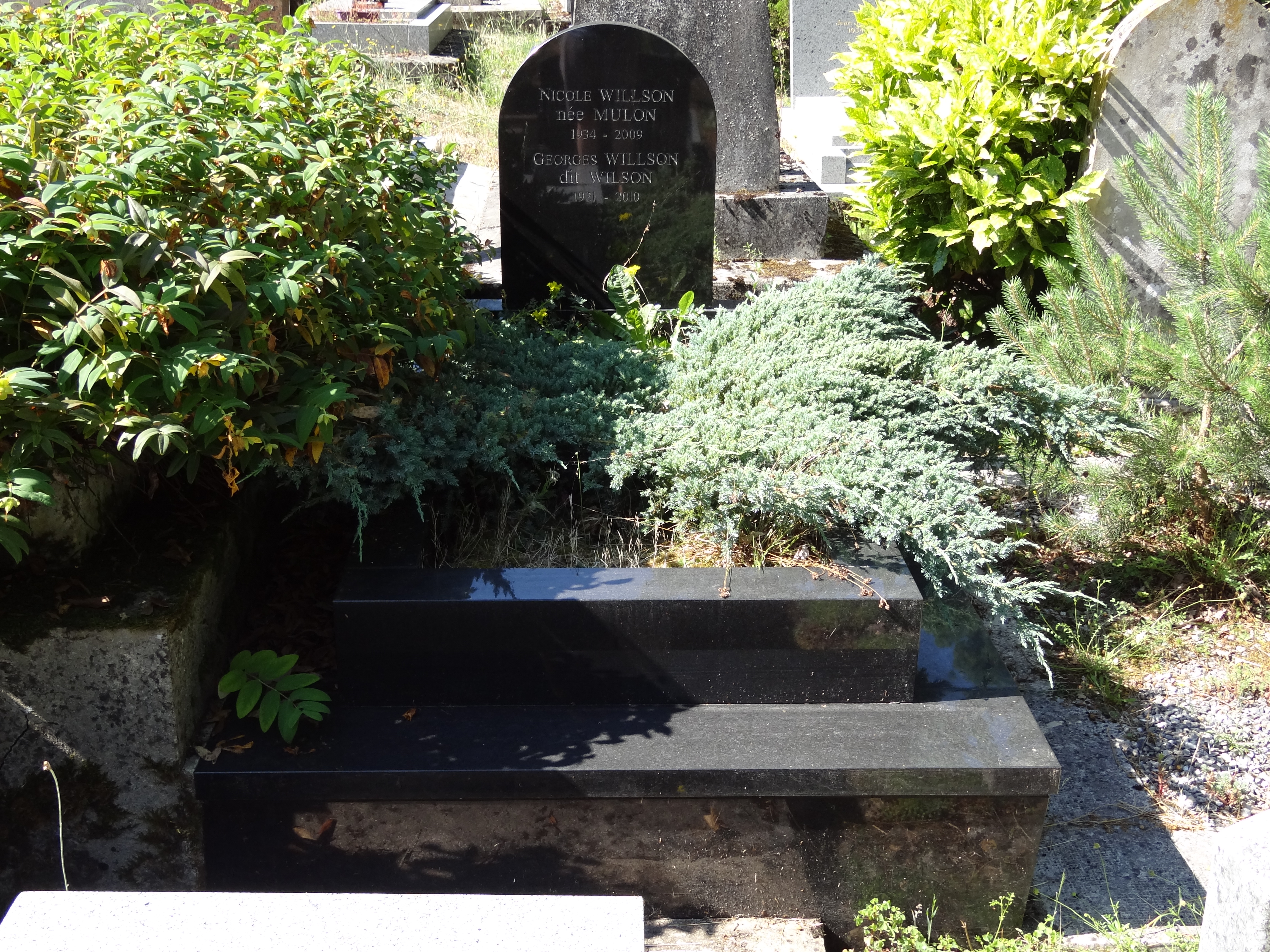
La tombe de Georges Wilson au cimetière de Clairefontaine-en-Yvelines (Yvelines).

Il meurt le 3 février 2010 à 88 ans, au Centre hospitalier de Rambouillet. Après des obsèques célébrées en l'église Saint-Roch de Paris, il est inhumé au cimetière communal de Clairefontaine-en-Yvelines.

## Filmographie
Sauf indication contraire, les informations mentionnées dans cette section peuvent être confirmées par les bases de données cinématographiques IMDb et Allociné,  présentes dans la section « Liens externes ».

### Acteur

#### Cinéma
- 1946 : Martin Roumagnac : un jeune homme dans le convoi funèbre
- 1947 : Matricule 1, court-métrage de Jacques Vilfrid
- 1947 : Le Mystérieux colonel Barclay, court-métrage de Jacques Vilfrid : Barton
- 1950 : Maître après Dieu de Louis Daquin : un passager juif
- 1952 : Lettre ouverte d'Alex Joffé
- 1953 : La Môme vert-de-gris de Bernard Borderie : l'homme assassiné dans la cabine téléphonique
- 1954 : Le Rouge et le Noir de Claude Autant-Lara : Monsieur Binet, l'amant d'Amanda
- 1955 : Les Hussards d'Alex Joffé : le capitaine Georges
- 1956 : Bonjour Toubib de Louis Cuny : Timbarelle
- 1956 : Le Théâtre national populaire, court-métrage de Georges Franju : lui-même
- 1959 : La Jument verte de Claude Autant-Lara : Jules Haudouin
- 1960 : Le Caïd de Bernard Borderie : Monsieur A.
- 1960 : Terrain vague de Marcel Carné
- 1960 : Le Dialogue des Carmélites de Philippe Agostini et Raymond Leopold Bruckberger : l'aumônier du carmel
- 1960 : Vivant sous le même ciel, court-métrage de Jacques de Casembroot : Commentaire
- 1960 : Le Farceur de Philippe de Broca : Guillaume Berton
- 1961 : Une aussi longue absence d'Henri Colpi : le clochard
- 1961 : Tintin et le mystère de la Toison d'or de Jean-Jacques Vierne : le capitaine Haddock
- 1961 : Mission ultra-secrète (Il federale) de Luciano Salce : le professeur Erminio Bonafé
- 1962 : Les Sept Péchés capitaux de Philippe de Broca : Valentin
- 1962 : Le Désordre (Il disordine) de Franco Brusati : Don Giuseppe
- 1962 : Le Jour le plus long (The Longest Day) de Ken Annakin, Andrew Marton, Gerd Oswald : Alexandre Renaud
- 1962 : Le Diable et les Dix Commandements de Julien Duvivier : Marcel Messager
- 1962 : Carillons sans joie de Charles Brabant : le père de Léa
- 1962 : Mandrin, bandit gentilhomme de Jean-Paul Le Chanois : Bélissard
- 1962 : Leviathan de Léonard Keigel : M. Grosgeorges
- 1963 : Faites sauter la banque de Jean Girault : l'agent cycliste
- 1963 : Dragées au poivre de Jacques Baratier : Casimir
- 1963 : Chair de poule de Julien Duvivier : Thomas
- 1963 : La Bataille de Naples (Le quattro giornate di Napoli) de Nanni Loy : le directeur de la maison de correction
- 1963 : L'Ennui et sa diversion, l'érotisme (La noia) de Damiano Damiani : le père de Cécilia
- 1964 : Lucky Jo de Michel Deville : Simon
- 1965 : Un monde nouveau (Un mondo nuovo) de Vittorio De Sica : le « patron »
- 1967 : L'Étranger (Lo straniero) de Luchino Visconti : le juge d'instruction
- 1968 : Liens d'amour et de sang (Beatrice Cenci) de Lucio Fulci : Francesco Cenci
- 1968 : La Belle et le Cavalier (C'era una volta) de Francesco Rosi : Jean-Jacques Bouché "Monzu"
- 1971 : Max et les Ferrailleurs de Claude Sautet : le commissaire
- 1971 : Nous sommes tous en liberté provisoire (L'istruttoria è chiusa dimentichi) de Damiano Damiani : Campolini
- 1972 : Les Maffiosi (La violenza: quinto potere) de Florestano Vancini : Crupi
- 1972 : Blanche de Walerian Borowczyk : le roi
- 1972 : La Longue Nuit de l'exorcisme (Non si sevizia un paperino) de Lucio Fulci : Francesco
- 1972 : Le général dort debout (Il generale dorme in piedi) de Francesco Massaro
- 1972 : Jean Vilar, une belle vie (documentaire) de Jacques Rutman : lui-même
- 1973 : Les Trois Mousquetaires (The Three Musketeers) de Richard Lester : M. de Tréville
- 1973 : La Grosse Tête (Sono stato io) d'Alberto Lattuada
- 1973 : ...e di Saul e dei sicari sulle vie di Damasco de Gianni Toti (it)
- 1973 : Les Chinois à Paris de Jean Yanne : Monsieur Lefranc
- 1974 : L'Âge de la paix (L'età della pace) de Florestano Vancini : l'autre
- 1974 : Le Mouton enragé de Michel Deville : Lourceuil
- 1974 : La Gifle de Claude Pinoteau : Pierre
- 1977 : L'Apprenti salaud de Michel Deville : Maître Chappardon, monsieur Marcel, l'héritier ronchon, l'expert escroc
- 1977 : Ecco noi per esempio... de Sergio Corbucci
- 1977 : Tendre Poulet de Philippe de Broca : Alexandre Mignonac
- 1978 : Les Ringards de Robert Pouret : le commissaire Garmiche
- 1978 : Lady Oscar de Jacques Demy : le général de Bouillé
- 1978 : Au bout du bout du banc de Peter Kassovitz : Eric Oppenheim, dit : « le Viking »
- 1980 : Le Bar du téléphone de Claude Barrois : Léopold Kretzchman
- 1980 : Quarantaine (Cserepek) d'Istvan Gaal
- 1981 : Nu de femme (Nudo di donna) de Nino Manfredi : Zanetto
- 1981 : Asphalte de Denis Amar : le professeur Kalendarian
- 1982 : L'Honneur d'un capitaine de Pierre Schoendoerffer : le bâtonnier
- 1983 : Itinéraire bis de Christian Drillaud : Charles
- 1985 : Tangos, l'exil de Gardel (Tangos, el exilio de Gardel) de Fernando E. Solanas : Jean-Marie
- 1987 : Haitian Corner de Raoul Peck
- 1989 : La Passion de Bernadette de Jean Delannoy
- 1990 : Le Château de ma mère d'Yves Robert : le comte colonel
- 1991 : La Tribu d'Yves Boisset : Hubert Castaing
- 1991 : Mayrig d'Henri Verneuil
- 1993 : Cache cash de Claude Pinoteau : Louis
- 1997 : Marquise de Véra Belmont : Floridor
- 2000 : Les Destinées sentimentales d'Olivier Assayas
- 2005 : Je ne suis pas là pour être aimé de Stéphane Brizé : le père de Jean-Claude
- 2008 : L'Ennemi public no 1 de Jean-François Richet : Henri Lelièvre

#### Télévision
- 1953 : Le Village des miracles (téléfilm)
- 1957 : La Nuit des rois (téléfilm) : Sir Tobie
- 1958 : La caméra explore le temps (série télévisée) : Binder
- 1959 : Une nuit orageuse de Marcel Bluwal
- 1959 : Le Jeu des chagrins (téléfilm)
- 1960 : Si le ciel s'en mêle (téléfilm)
- 1965 : Merlusse (téléfilm) : Blanchard alias Merlusse, le surveillant
- 1967 : Le Voleur d'enfants (téléfilm) : Philémon Bigua
- 1970 : La Mort de Danton (téléfilm) : Georges-Jacques Danton
- 1971 : Sous le soleil de Satan (téléfilm) : le marquis de Cadignan
- 1972 : Frédéric II (téléfilm) : le roi Frédéric-Guillaume Ier de Prusse
- 1973 : Monsieur bien sous tous rapports (téléfilm) : l'émule de "Landru"
- 1974 : La jeunesse de Garibaldi (Il giovane Garibaldi) (série télévisée) : Beauregard
- 1974 : La dernière carte (téléfilm) : le consul Schnabel
- 1974 : Les Jardins du roi (téléfilm) : Jean Vaindrier
- 1975 : Benjowski (téléfilm) : le capitaine Tschurin
- 1975 : Le Prix (téléfilm) : Salomon
- 1975 : Les Rosenberg ne doivent pas mourir (téléfilm) : le juge Douglas
- 1975 : La Rôtisserie de la reine Pédauque (téléfilm) : l'abbé Jérôme Coignard
- 1975 : Léopold le bien-aimé (téléfilm) : Léopold
- 1976 : L'Autre Rive (téléfilm) : Tchelkach
- 1976 : Le Jeune homme et le lion de Jean Delannoy : Charlemagne
- 1977 : Madame le juge (série télévisée) : le docteur Noël
- 1977 : Rossel et la commune de Paris (téléfilm) : Léon Gambetta
- 1979 : La Lumière des justes (série télévisée) : Michel Ozareff
- 1980 : Les Aiguilleurs (téléfilm) : l'assistant
- 1981 : La Chartreuse de Parme (La Certosa di Parma), téléfilm de Mauro Bolognini : Ernesto IV, le prince de Parme
- 1981 : Frère Martin (téléfilm) : Staupitz
- 1981 : L'Homme des rivages d'Henri Helman : l'ancien capitaine
- 1982 : Chêne et lapin angora (téléfilm) : Gorbach, le chef de district
- 1982 : Un habit pour l'hiver (téléfilm) : l'inconnu
- 1983 : L'Homme de la nuit de Juan Luis Buñuel, (série télévisée) : le prince russe
- 1984 : Christmas Carol (téléfilm) : le fantôme
- 1985 : Quo vadis (feuilleton télévisé) : Pédanius
- 1985 : Entre chats et loups (téléfilm) : Vladimir Seweryn
- 1985 : Sarah et le cri de la langouste (téléfilm) : Georges Pitou
- 1986 : Les Travailleurs de la mer (téléfilm) : le révérend Jacquemin Hérode
- 1987 : Bonjour maître (série télévisée) : Maître Paul Cambèze
- 1987 : Florence ou la vie de château (série télévisée) : Nestor Belhomme
- 1991 : L'Huissier (téléfilm) : Saint Pierre
- 1993 : Jeanne d'Arc au bûcher (téléfilm) : Frère Dominique
- 1994 : L'Aigle et le Cheval (téléfilm)
- 1995 : L'Affaire Dreyfus (téléfilm) : De Boisdeffre
- 1997 : Viens jouer dans la cour des grands (téléfilm) : Yves Louvriers
- 1998 : Jeanne et le loup (téléfilm) : Kantor
- 1998 : De la Terre à la Lune (From the earth, to the moon) (série télévisée) : le reporter
- 2005 : Dolmen (série télévisée) : Arthus de Kersaint

#### Doublage
- 1987 : Gandahar, film d'animation de René Laloux : la voix du métamorphe

##### Voix off
- 1960 : Vivant sous le même ciel de Jacques de Casembroot
- 1967 : Vous connaissez la Vendée ? court-métrage d'Édouard Logereau : le narrateur
- 1980 : Le Cheval d'orgueil de Claude Chabrol : le narrateur
- 1981 : Les Fruits de la passion de Shuji Terayama : le narrateur
- 1982 : Les Pièges de la mer (documentaire) de Jacques Cagné : le narrateur
- 1982 : Du grand large, aux grands lacs (documentaire) de Jacques-Yves Cousteau et Jacques Cagné) : le narrateur
- 1995 : Marie de Nazareth de Jean Delannoy : le narrateur

### Réalisateur
- 1975 : Léopold le bien-aimé (téléfilm)
- 1982 : Emmenez-moi au théâtre: Chêne et lapins angora (téléfilm)
- 1989 : La Vouivre

## Discographie
- 1967 : Interprète de Jean Valjean dans Les Misérables Le Petit Ménestrel d'après Victor Hugo, raconté par François Périer.
- 1993 : Narrateur dans l'enregistrement d'Œdipus rex d'Igor Stravinsky, avec Jessye Norman, Peter Schreier, Bryn Terfel et l'Orchestre international Saito Kinen sous la direction de Seiji Ozawa (Philips)

## Théâtre
Sauf indication contraire ou complémentaire, les informations mentionnées dans cette section peuvent être confirmées par la base de données Les Archives du spectacle.

### Comédien
- 1949 : Perle du colorado de Michel de Ré, mise en scène de l'auteur, Théâtre du Vieux-Colombier
- 1949 : Les Gaités de l'escadron de Georges Courteline, mise en scène Jean-Pierre Grenier, Compagnie Grenier-Hussenot
- 1950 : Les Trois Mousquetaires d'Alexandre Dumas, mise en scène Jean-Pierre Grenier, Compagnie Grenier-Hussenot
- 1950 : Le Village des miracles de Gaston-Marie Martens, Studio des Champs-Elysées
- 1950 : Cymbeline de William Shakespeare, mise en scène Maurice Jacquemont, Centre dramatique de l'Ouest Rennes
- 1950 : Les Chevaliers de la table ronde de Jean Cocteau, mise en scène Hubert Gignoux, Centre dramatique de l'Ouest Rennes
- 1951 : Cymbeline de William Shakespeare, mise en scène Maurice Jacquemont, Centre dramatique de l'Ouest
- 1952 : Lorenzaccio d'Alfred de Musset, mise en scène de Gérard Philipe, Festival d'Avignon et TNP Théâtre de Chaillot
- 1952 : La Nouvelle Mandragore de Jean Vauthier, mise en scène de Gérard Philipe, TNP Théâtre de Chaillot
- 1953 : La Tragédie du roi Richard II de William Shakespeare, mise en scène de Jean Vilar, TNP Théâtre de la Cité Jardins à Suresnes puis Théâtre de Chaillot
- 1954 : Ruy Blas de Victor Hugo, mise en scène de Jean Vilar, TNP Théâtre de Chaillot
- 1955 : L'Étourdi de Molière, mise en scène Daniel Sorano, TNP Théâtre Montansier Versailles
- 1956 : Les Femmes savantes de Molière, mise en scène Jean-Paul Moulinot, TNP Théâtre de Chaillot
- 1956 : Ce fou de Platonov d'Anton Tchekhov, mise en scène Jean Vilar, Festival de Bordeaux, TNP
- 1957 : L’Histoire du soldat d’Igor Stravinsky et Charles Ferdinand Ramuz, mise en scène Jo Tréhard, Caen
- 1957 : Le Malade imaginaire de Molière, mise en scène Daniel Sorano, TNP Théâtre de Chaillot
- 1958 : Les Caprices de Marianne d'Alfred de Musset, mise en scène Jean Vilar, Festival d'Avignon puis TNP Théâtre de Chaillot
- 1959 : On ne badine pas avec l'amour d'Alfred de Musset, mise en scène René Clair, TNP Théâtre de Chaillot
- 1960 : Les Femmes savantes de Molière, mise en scène Jean-Paul Moulinot, TNP Théâtre Récamier

#### Théâtre national populaire Festival d'Avignon

##### Mise en scène Jean-Pierre Darras
- 1953 : Le Médecin malgré lui de Molière

##### Mise en scène Gérard Philipe
- 1952 : Lorenzaccio d'Alfred de Musset
- 1952 : La Nouvelle Mandragore de Jean Vauthier

##### Mise en scène Jean Vilar, Cour d'Honneur du Palais des Papes et/ou Théâtre de Chaillot
- 1953 : Dom Juan de Molière
- 1953 : La Tragédie du roi Richard II de William Shakespeare
- 1954 : Ruy Blas de Victor Hugo, Théâtre de Chaillot
- 1954 : Macbeth de William Shakespeare
- 1954 : Cinna de Corneille
- 1954 : Le Prince de Hombourg de Heinrich von Kleist
- 1955 : La Ville de Paul Claudel
- 1955 : Marie Tudor de Victor Hugo
- 1956 : Le Mariage de Figaro de Beaumarchais
- 1956 : Le Prince de Hombourg de Heinrich von Kleist
- 1956 : Macbeth de William Shakespeare
- 1956 : Cinna de Corneille
- 1957 : Le Mariage de Figaro de Beaumarchais
- 1957 : Mère Courage de Bertolt Brecht
- 1957 : Le Triomphe de l'amour de Marivaux
- 1957 : Meurtre dans la cathédrale de Thomas Stearns Eliot
- 1958 : Les Caprices de Marianne d'Alfred de Musset
- 1958 : Lorenzaccio d'Alfred de Musset
- 1959 : Meurtre dans la cathédrale de Thomas Stearns Eliot
- 1959 : On ne badine pas avec l'amour d'Alfred de Musset, mise en scène René Clair, Théâtre de Chaillot
- 1960 : Antigone de Sophocle
- 1960 : Erik XIV d'August Strindberg
- 1961 : Antigone de Sophocle

##### Mise en scène Georges Wilson Festival d'Avignon et/ou Théâtre de Chaillot
- 1958 : Ubu roi d'Alfred Jarry, mise en scène Jean Vilar et Georges Wilson
- 1960 : La Résistible Ascension d'Arturo Ui de Bertolt Brecht, mise en scène Jean Vilar et Georges Wilson
- 1962 : Un otage de Brendan Behan
- 1963 : Lumières de bohème de Ramón María del Valle-Inclán
- 1963 : Thomas More ou l'homme seul de Robert Bolt
- 1963 : Les Enfants du soleil de Maxime Gorki
- 1964 : Zoo de Vercors, mise en scène Jean Deschamps, Théâtre de Chaillot
- 1964 : Luther de John Osborne
- 1964 : Romulus le Grand de Friedrich Dürrenmatt
- 1964 : Maître Puntila et son valet Matti de Brecht
- 1965 : L'Illusion comique de Corneille
- 1965 : Hamlet de William Shakespeare
- 1965 : La Folle de Chaillot de Jean Giraudoux
- 1966 : Dieu, empereur et paysan de Julius Hay
- 1967 : Le Roi Lear de William Shakespeare
- 1969 : La Résistible Ascension d'Arturo Ui de Bertolt Brecht
- 1970 : Le Diable et le Bon Dieu de Jean-Paul Sartre
- 1970 : Early Morning d'Edward Bond
- 1971 : Les Prodiges de Jean Vauthier, mise en scène Claude Régy, TNP Théâtre de Chaillot
- 1973 : Le Long Voyage vers la nuit d'Eugene O'Neill, Théâtre de l'Atelier
- 1974 : Ubu à l'Opéra Théâtre musical, d'après Alfred Jarry, Cloître des Célestins Festival d'Avignon
- 1975 : Othello de William Shakespeare, Cour d'Honneur du Palais des Papes Festival d'Avignon
- 1978, 1979 : En attendant Godot de Samuel Beckett, mise en scène Otomar Krejča, Cour d'Honneur du Palais des Papes Festival d'Avignon
- 1978 : Les Aiguilleurs de Brian Phelan, Théâtre de l'Œuvre
- 1979 : Un habit pour l'hiver de Claude Rich, Théâtre de l'Œuvre
- 1982 : Sarah et le cri de la langouste de John Murrell, Théâtre de l'Œuvre
- 1984 : Jeanne d'Arc au bûcher de Paul Claudel et Arthur Honegger, direction Seiji Ozawa, Carnegie Hall New York
- 1985 : L'Escalier de Charles Dyer, Théâtre de l'Œuvre
- 1986 : Léopold le bien-aimé de Jean Sarment, Théâtre de l'Œuvre
- 1988 : Je ne suis pas Rappaport de Herb Gardner, Théâtre de l'Œuvre
- 1991 : Le Météore de Friedrich Dürrenmatt, adaptation Marcel Aymé, Théâtre de l'Œuvre
- 1991 : Eurydice de Jean Anouilh, Théâtre de l'Œuvre
- 1992 : Les Dimanches de monsieur Riley de Tom Stoppard, Théâtre de l'Œuvre
- 1994 : Henri IV de Luigi Pirandello, Théâtre de l'Œuvre
- 1994 : Show-Bis de Neil Simon, Théâtre des Bouffes-Parisiens
- 1997 : Don Juan ou la mort qui fait le trottoir d'Henry de Montherlant, mise en scène Jean-Luc Tardieu, Maison de la Culture de Loire-Atlantique Nantes, Théâtre de la Madeleine
- 1998 : La Tempête de William Shakespeare, mise en scène Jean-Luc Revol, tournée (reprise du rôle de Michel Duchaussoy)
- 2000 : La Chatte sur un toit brûlant de Tennessee Williams, mise en scène Patrice Kerbrat, Théâtre de la Renaissance
- 2003-2004 : Le Vent des peupliers de Gérald Sibleyras, mise en scène Jean-Luc Tardieu, Théâtre Montparnasse, tournée
- 2006 : Le Barbier de Séville de Beaumarchais, mise en scène Henri Lazarini, Théâtre La Mare au Diable Palaiseau, Théâtre de Montreux Riviera, Théâtre de Longjumeau, tournée
- 2008 : Bérénice de Racine, mise en scène Lambert Wilson, avec Carole Bouquet, Lambert Wilson, Théâtre des Bouffes du Nord
- 2009 : Simplement compliqué de Thomas Bernhard, Théâtre des Bouffes du Nord

### Metteur en scène
- 1959 : Le Client du matin de Brendan Behan, Théâtre de l'Œuvre

#### Théâtre national populaire: 1952-1972
- 1953 : La Garde-malade d'Henri Monnier, Festival d'Avignon, TNP Théâtre de Chaillot
- 1957 : La Fête du cordonnier de Thomas Dekker et Michel Vinaver, TNP Théâtre de Chaillot
- 1958 : Ubu roi d'Alfred Jarry, TNP Théâtre de Chaillot
- 1959 : L'École des femmes de Molière, TNP Théâtre de Chaillot
- 1960 : La Résistible Ascension d'Arturo Ui de Bertolt Brecht, TNP Théâtre de Chaillot
- 1962 : La Vie de Galilée de Bertolt Brecht, TNP Théâtre de Chaillot
- 1962 : Un otage de Brendan Behan, Odéon-Théâtre de France, Cour d'Honneur du Palais des Papes Festival d'Avignon
- 1963 : Lumières de bohème de Ramón María del Valle-Inclán, TNP Théâtre de Chaillot
- 1963 : Les Enfants du soleil de Maxime Gorki, TNP Théâtre de Chaillot
- 1964 : Romulus le Grand de Friedrich Dürrenmatt, Cour d'Honneur du Palais des Papes Festival d'Avignon, TNP Théâtre de Chaillot
- 1964 : Maître Puntila et son valet Matti de Bertolt Brecht, TNP Théâtre de Chaillot
- 1964 : Luther de John Osborne, Cour d'Honneur du Palais des Papes Festival d'Avignon, TNP Théâtre de Chaillot
- 1965 : L'Illusion comique de Corneille, Cour d'Honneur du Palais des Papes Festival d'Avignon, TNP Théâtre de Chaillot
- 1965 : Hamlet de William Shakespeare, Cour d'Honneur du Palais des Papes Festival d'Avignon, TNP Théâtre de Chaillot
- 1965 : La Folle de Chaillot de Jean Giraudoux, TNP Théâtre de Chaillot
- 1966 : Poussière pourpre de Seán O'Casey, TNP Théâtre de Chaillot
- 1966 : Grandeur et décadence de la ville de Mahagonny de Bertolt Brecht et Kurt Weill, TNP Théâtre de Chaillot
- 1966 : Dieu, empereur et paysan de Julius Hay, Cour d'Honneur du Palais des Papes Festival d'Avignon, TNP Théâtre de Chaillot
- 1966 : Le Roi Lear de William Shakespeare, TNP Théâtre de Chaillot
- 1967 : La Grande Imprécation devant les murs de la ville de Tankred Dorst, TNP Théâtre de Chaillot
- 1967 : Chêne et lapins angora de Martin Walser, TNP Théâtre de Chaillot
- 1968 : Le Diable et le Bon Dieu de Jean-Paul Sartre, TNP Théâtre de Chaillot
- 1969 : La Résistible Ascension d'Arturo Ui de Bertolt Brecht, TNP Théâtre de Chaillot
- 1970 : Le Diable et le Bon Dieu de Jean-Paul Sartre, Cour d'Honneur du Palais des Papes Festival d'Avignon
- 1970 : Early Morning d'Edward Bond, Cour d'Honneur du Palais des Papes Festival d'Avignon, TNP Théâtre de Chaillot
- 1971 : Turandot ou le congrès des blanchisseurs de Bertolt Brecht, TNP Théâtre de Chaillot
- 1973 : Le Long Voyage vers la nuit d'Eugene O'Neill, Théâtre de l'Atelier
- 1974 : Ubu à l'Opéra Théâtre musical, d'après Alfred Jarry, Cloître des Célestins Festival d'Avignon
- 1975 : Othello de William Shakespeare, Cour d'Honneur du Palais des Papes Festival d'Avignon
- 1978 : Les Aiguilleurs de Brian Phelan, Théâtre de l'Œuvre
- 1979 : Un habit pour l'hiver de Claude Rich, Théâtre de l'Œuvre
- 1980 : Siegfried de Jean Giraudoux, Théâtre de la Madeleine
- 1981 : Pa de Hugh Leonard, Théâtre de l'Œuvre
- 1981 : Huis clos de Jean-Paul Sartre, Théâtre des Mathurins, tournée Herbert-Karsenty
- 1982 : Falstaff de Giuseppe Verdi, Opéra de Paris
- 1982 : Sarah et le cri de la langouste de John Murrell, Théâtre de l'Œuvre
- 1983 : K2 de Patrick Meyers, Théâtre de la Porte-Saint-Martin
- 1984 : Un otage de Brendan Behan, Théâtre de la Madeleine
- 1985 : L'Escalier de Charles Dyer, Théâtre de l'Œuvre
- 1986 : Léopold le bien-aimé de Jean Sarment, Théâtre de l'Œuvre
- 1988 : Je ne suis pas Rappaport de Herb Gardner, Théâtre de l'Œuvre
- 1989 : Le Gardien de Harold Pinter, Théâtre de l'Œuvre
- 1991 : Le Météore de Friedrich Dürrenmatt, adaptation Marcel Aymé, Théâtre de l'Œuvre
- 1991 : Eurydice de Jean Anouilh, Théâtre de l'Œuvre
- 1992 : Ruy Blas de Victor Hugo
- 1992 : Les Dimanches de monsieur Riley de Tom Stoppard, Théâtre de l'Œuvre
- 1993 : Le Retour en Touraine de Françoise Dorin, Théâtre de l'Œuvre
- 1994 : Henri IV de Luigi Pirandello, Théâtre de l'Œuvre
- 1994 : Show-Bis de Neil Simon, Théâtre des Bouffes-Parisiens
- 1999 : La Cerisaie de Tchekhov, Espace Pierre Cardin
- 2001 : La Maison du lac d'Ernest Thompson, Théâtre de la Madeleine
- 2009 : Simplement compliqué de Thomas Bernhard, Théâtre des Bouffes du Nord

## Publication
- 2007 : Le Fil d'or Conversations avec Claude Baignères et Sylvie Pérez, collection Témoignages pour l'Histoire, Fayard

## DVD
- Master class : une leçon de comédie avec Georges Wilson, film réalisé par Francis Duquet et Dominique Montel, Sombrero productions, Paris, 2006 (cop. 1999), 52 min (DVD)

## Distinctions

### Récompense
- Molières 2001 : Molière du comédien dans un second rôle pour La Chatte sur un toit brûlant

### Nominations
- Molières 1988 : Molière du metteur en scène pour Je ne suis pas Rappaport
- Molières 1991 :
  - Molière du metteur en scène pour Eurydice
  - Molière du comédien dans un second rôle pour Eurydice
- César 2006 : César du meilleur acteur dans un second rôle pour Je ne suis pas là pour être aimé

### Décoration
- Commandeur de l'ordre des Arts et des Lettres Il est fait commandeur le 21 février 1983[13].